# Yellow Springs
Le village de Yellow Springs est situé dans le comté de Greene, dans l’État de l'Ohio. Lors du recensement de 2010, sa population s’élevait à 3 487 habitants. Sa superficie totale est de 5,23 km2.
Accueillant l'Antioch College, la ville est considérée comme un fief progressiste dans le sud-ouest conservateur de l'Ohio.

## Personnalités
Dave Chappelle a grandi dans cette ville et y habite.